# Vaso
Vaso är en ort i Indien.   Den ligger i distriktet Kheda och delstaten Gujarat, i den västra delen av landet, 800 km sydväst om huvudstaden New Delhi. Vas0 ligger 33 meter över havet och antalet invånare är 15 934.
Terrängen runt Vaso är mycket platt. Runt Vaso är det mycket tätbefolkat, med 1 411 invånare per kvadratkilometer. Närmaste större samhälle är Nadiād, 11,5 km öster om Vaso. Trakten runt Vaso består till största delen av jordbruksmark.